# 汪應元
汪應元（？—？），字長孺，直隸徽州府歙县人。明朝政治人物。

## 生平
萬曆三十七年（1609年）己酉科應天鄉試舉人，四十四年（1616年）丙辰科進士，大理寺觀政，四十五年丁憂歸。四十八年九月授太常寺博士，有協律郎誤損玉磬，罪不赦，應元捐橐增置，郎得免。天啓三年丁憂。崇禎改元，召入臺中任浙江道御史，諸所持論率嚴峻。出按粤西，歲大旱，應元至，甘雨立降，人稱御史雨。罷牛税，罷榷木，多所興革。六年復按陕西茶馬，中外两利，優旨纪录。尋督學北畿，甄拔皆名俊。歴官諫議甚多，悉命焚之。赠光禄卿。

## 家族
曾祖汪锈。祖汪熙。父汪一龍，儀真倉大使，以子應元赠太常寺博士。
妻程氏，嚴鎮人，年二十六夫亡，事翁姑，撫幼子，艰苦励志三十余年而殁。